# Ambassade du Canada en Argentine
L’ambassade du Canada en Argentine est la représentation diplomatique du Canada auprès de la République argentine. Elle est située à Buenos Aires, la capitale du pays. Son ambassadeur est Stewart Wheeler, depuis 2024.
L'ambassadeur est également accrédité auprès du Paraguay.

## Ambassadeurs
- 2022-2024 : Reid Sirrs[1]
- depuis 2024 : Stewart Wheeler[2]